# Frontera entre Rússia i el Kazakhstan
La frontera entre Rússia i Kazakhstan és la frontera de 7.644 kilòmetres en sentit oest-est que separa el nord del Kazakhstan (províncies de Kazakhstan Occidental, Aktobé, Kostanai, Kazakhstan Nord, Pavlodar, i Kazakhstan Oriental, del sud-est de Rússia (províncies d'Astracan, Volgograd i Saràtov, Orenburg, Txeliàbinsk, Kurgan, Tiumén, Omsk, Novossibirsk, el krai de l'Altai i la república de l'Altai). Fou delimitada en 1930 entre la República Socialista Soviètica del Kazakhstan i la República Federativa Socialista Soviètica de Rússia, i establerta com a frontera internacional amb la dissolució de la Unió Soviètica en 1991. Ambdós estats arriabren a un acord de delimitació fronterera que entrà en vigor en 2006.

## Traçat
L'extrem occidental de la frontera es troba a les costes septentrionals de la mar Càspia a pocs quilòmetres a l'est de la desembocadura del Volga. A partir d'aquí, gira cap al nord abans de girar cap a l'est per arribar finalment a un trifini situat a l'Altai, una regió on el riu Obi troba la seva font, i on convergeixen les fronteres entre Xina i Kazakhstan i entre Xina i Rússia.
Les carreteres i els ferrocarrils no es van construir pensant en aquesta frontera, de manera que quan la frontera es va fer internacional, per exemple, una branca del Transsiberià va ser interrompuda per dos passos fronterers a Petropavl.